# Société béninoise d'énergie électrique
La Société Béninoise d’Énergie Électrique (SBEE) est une entreprise béninoise, de distribution d’énergie électrique. Avant de porter cette appellation, la SBEE était la société béninoise d'électricité et d'eau.

## Historique
C'est en 1920 que les premières centrales ont été implantées au Dahomey d'abord à Porto-Novo puis à Cotonou. Mais les toutes premières installations électriques ont vu le jour en 1948. Lesdites installions sont dès leur création sous gérance française. Du 30 septembre 1955 au 15 juin 1958, après la signature d'une convention, la gestion des centrales sont confiées à la compagnie coloniale de distribution d'énergie électrique (CCDEE) qui est une société anonyme française dont le siège principal est au Cameroun. Cette compagnie est chargée de produire et de distribuer l'électricité dans la capitale du pays et à Cotonou. Cette même compagnie se verra confier un peu plus tard l'adduction, le traitement et la distribution de l'eau dans le pays. Après l'accession du pays à la souveraineté internationale, le nouvel état dahoméen décide de racheter la CCDEE et d'en confier la gestion à une société mixte en 1970. Trois ans plus tard, via l'ordonnance gouvernemental N°73-13 du  07 février 1973, la CCDEE devient société Dahoméenne d'électricité et d'eau (SDEE).
En 1975, le pays change de nom pour devenir le Bénin. La SDEE devient donc la SBEE : Société béninoise d'électricité et d'eau. Le 12 juin 2003, par un arrêté ministériel, la séparation des activités d'électricité et d'eau est actée. La société béninoise d'électricité et d'eau devient société béninoise d'énergie électrique. Ce même décret ministériel acte la création d'une nouvelle société qui va s'occuper exclusivement de la production et la distribution de l'eau dans le pays. La Société nationale des eaux du Bénin voit ainsi le jour,,,.

## Mission
La SBEE a pour mission de procéder à l'exécution des politiques du gouvernement et de promouvoir l'utilisation des ressources énergétiques. Mais en règle générale, la mission principale de la société est l'approvisionnement, la production, le transport et la distribution de l'énergie électrique sur toute l'étendue du territoire béninois. Hormis cela, la société béninoise d'énergie électrique s'occupe également de la fabrication, de l'installation des poteaux électriques et de la réalisation des travaux d'extension et de branchements,,,,.